# 韓江 (小説家)
韓 江（朝鮮語: 한강、Han Kang、ハン・ガン、1970年11月27日 - ）は、韓国の小説家。光州広域市生まれ。父は小説家の韓勝源。2024年に、アジア人女性として初めてノーベル文学賞を受賞した。

## 略歴
1993年、季刊『文学と社会』で『ソウルの冬』などの5編の詩で文壇デビュー。翌年1994年、『ソウル新聞』新春文芸に短編『붉은 닻』（赤いアンカー）が当選し、小説家として一躍名をあげる。
その後、『여수의 사랑（麗水の愛）』（1995年）、『검은 사슴（黒い鹿）』などを作品を通じて、人間の根源的な悲しみやさびしさを表す作品を発表してきた。「緻密な細部、飛躍や断絶のない構成、豊富な象徴などで若いマイスターの誕生を予感させる」と破格の賞賛を浴びた。
2005年には審査委員7人の満場一致で『몽고반점（蒙古斑）』が李箱文学賞大賞を受賞した。同賞の歴史上、1970年代に生まれた初の受賞者であり、父の勝源も1988年に同賞を受賞していることから、初の親子での受賞となった。
文学評論家の李御寧は、「韓江の『蒙古斑』は、奇異な素材と独特な人物設定、混乱した話の展開で不自然な小説になる可能性もあったが、レベルの高い象徴性と優れた作法で面白い小説になっている」と評価した。
2013年に初の詩集となる『서랍에 저녁을 넣어 두었다（棚に夕方を入れておいた）』を上梓。2016年、『채식주의자（菜食主義者）』でブッカー国際賞受賞。2024年にアジア人女性初のノーベル文学賞を受賞した。韓国人のノーベル賞受賞者は、2000年にノーベル平和賞を受賞した金大中大統領以来2人目である。

## エピソード
父は韓国で著名な文学者である韓勝源であり、父親は日本の作家である中上健次と親しかった。また、韓自身も中上健次の娘である中上紀と親交がある。

## 年譜
- 1970年11月27日、韓国光州広域市で生まれる。
- 1989年、豊文女子高等学校を卒業。
- 1993年、延世大学校国文科卒業。
- 1993年、文芸誌『文学と社会』詩当選。
- 1994年、『ソウル新聞』新春文芸『붉은 닻(赤いアンカー)』当選、文壇デビュー。
- 1995年、韓国日報が選んだ『優秀小説家』受賞
- 1998年、アイオワ大学主催国際創作プログラムに参加。
- 1999年、第25回　韓国小説文学賞受賞。
- 2000年、文化観光部『今日の若い芸術家賞』文学部門受賞。
- 2005年、第29回　李箱文学賞大賞受賞。
- 2010年、第13回　東里文学賞授賞。
- 2016年、『채식주의자 (菜食主義者)』でブッカー国際賞受賞。
- 2017年、マラパルテ賞受賞。
- 2023年、『작별하지 않는다 (別れを告げない)』でメディシス賞外国小説部門受賞。
- 2023年、『작별하지 않는다 (別れを告げない)』でエミール・ギメ・アジア文学賞受賞。
- 2023年、イギリス王立文学協会（英語版）International writerに選出
- 2024年、湖巌賞芸術部門受賞。
- 2024年、ノーベル文学賞受賞[3]。

## 代表作品
- 1995年、여수의 사랑(麗水の愛)
- 1999年、아기부처(子供仏)
- 2000年、내 여자의 열매(私の女の果実)
- 2002年、그대의 차가운 손(あなたの冷たい手)
- 2002年、내 이름은 태양꽃(私の名前は太陽花)
- 2003年、붉은 꽃 이야기(赤い花の話)
- 2003年、사랑과 사랑을 둘러싼 것들(愛と愛を取り巻くもの)
- 2005年、몽고반점(蒙古斑)
- 2005年、검은 사슴(黒い鹿)
- 2007年、가만가만 부르는 노래(静かに歌う歌)
  - そっと 静かに（古川綾子訳、2018年6月、クオン、新しい韓国の文学、ISBN 978-4904855706）
- 2007年、천둥 꼬마 선녀 번개 꼬마 선녀(雷子供天女、稲妻子供天女)＜児童書＞
  - かみなりせんにょと いなづませんにょ（斎藤真理子 訳、2025年10月、小峰書店、ISBN 978-4-338-12660-1）
- 2007年、채식주의자(菜食主義者)
  - 菜食主義者（きむふな訳、2011年6月、クオン、新しい韓国の文学、ISBN 978-4904855027）
- 2008年、눈물상자(涙箱)
  - 涙の箱（きむふな訳、2025年8月、評論社、ISBN 978-4-566-02489-2）
- 2010年、바람이 분다 가라(風が吹く、行け)
- 2010年、아홉개의 이야기(9つの物語)
- 2011年、희랍어 시간(ギリシア語時間)
  - ギリシャ語の時間（斎藤真理子訳、2017年10月、晶文社、ISBN 978-4794969774）
- 2012年、노랑무늬 영원(黄色模様永遠)
- 2013年、회복하는 인간(回復する人間)
  - 回復する人間（斎藤真理子訳、2019年6月、白水社、ISBN 978-4560090596）
- 2013年、서랍에 저녁을 넣어 두었다(棚に夕方を入れておいた)＜詩集＞
  - 引き出しに夕方をしまっておいた（きむふな、斎藤真理子 訳、2022年6月、クオン、ISBN 978-4910214283）
- 2014年、소년이 온다(少年が来る)
  - 少年が来る（井出俊作訳、2016年10月、クオン、ISBN 9784904855409）
- 2016年、흰(白い)
  - すべての、白いものたちの（斎藤真理子訳、2018年12月、河出書房新社、ISBN 978-4309207605）
- 2021年、작별하지 않는다(別れを告げない)
  - 別れを告げない（斎藤真理子訳、2024年3月、白水社、ISBN 978-4560090916）
- 2025年、빛과 실(光と糸)

## 関連文献
- 『ユリイカ 特集＝ハン・ガン：傷を照らし、回復を導く灯…ノーベル文学賞受賞記念』2025年1月号、青土社